# 魚沼市立湯之谷中学校
魚沼市立湯之谷中学校（うおぬましりつゆのたにちゅうがっこう）は新潟県魚沼市にある公立中学校。1968年（昭和43年）4月に第一湯之谷中学校と第二湯之谷中学校を統合して創立した。

## 交通
- JR上越線小出駅より徒歩40分

## 著名な卒業者
- 大桃美代子(女優)
- 星瑞枝(スキー選手)